# جان تیت (بوکسر)
جان تیت (انگلیسی: John Tate; ۲۹ ژانویهٔ ۱۹۵۵ – ۹ آوریل ۱۹۹۸) بوکسور اهل ایالات متحده آمریکا بود.